# Temporada 1991-92 de los Seattle SuperSonics
La temporada 1991-92 fue la vigesimoquinta de los Seattle SuperSonics en la NBA. La temporada regular acabó con 47 victorias y 35 derrotas, ocupando el sexto puesto de la conferencia Oeste, clasificándose para los playoffs, en los que cayeron en semifinales de conferencia ante Utah Jazz.

## Elecciones en elDraft
| Ronda | Puesto | Jugador   | Posición | Nacionalidad   | Universidad/Club |
| ----- | ------ | --------- | -------- | -------------- | ---------------- |
| 1     | 14     | Rich King | Pívot    | Estados Unidos | Nebraska         |

## Temporada regular
| División Pacífico        | División Pacífico | División Pacífico | División Pacífico | División Pacífico | División Pacífico | División Pacífico | División Pacífico | División Pacífico |
| Equipo                   | G                 | P                 | %                 | PD                | Casa              | Fuera             | Div               |                   |
| ------------------------ | ----------------- | ----------------- | ----------------- | ----------------- | ----------------- | ----------------- | ----------------- | ----------------- |
| y-Portland Trail Blazers | 57                | 25                | .695              | —                 | 33–8              | 24–17             | 21–9              |                   |
| x-Golden State Warriors  | 55                | 27                | .671              | 2                 | 31–10             | 24–17             | 19–11             |                   |
| x-Phoenix Suns           | 53                | 29                | .646              | 4                 | 36–5              | 17–24             | 17–13             |                   |
| x-Seattle SuperSonics    | 47                | 35                | .573              | 10                | 28–13             | 19–22             | 16–14             |                   |
| x-Los Angeles Clippers   | 45                | 37                | .549              | 12                | 29–12             | 16–25             | 13–17             |                   |
| x-Los Angeles Lakers     | 43                | 39                | .524              | 14                | 24–17             | 19–22             | 13–17             |                   |
| Sacramento Kings         | 29                | 53                | .354              | 28                | 21–20             | 8–33              | 6–24              |                   |

## Playoffs

### Primera ronda
Golden State Warriors vs. Seattle SuperSonics 
| Fecha       | Partido                                            | Ciudad  |
| ----------- | -------------------------------------------------- | ------- |
| 23 de abril | Golden State Warriors 109, Seattle SuperSonics 117 | Oakland |
| 25 de abril | Golden State Warriors 115, Seattle SuperSonics 101 | Oakland |
| 28 de abril | Seattle SuperSonics 129, Golden State Warriors 128 | Seattle |
| 30 de abril | Seattle SuperSonics 119, Golden State Warriors 116 | Seattle |
|             | Seattle SuperSonics gana las series 3-1            |         |

### Semifinales de Conferencia
Utah Jazz vs. Seattle SuperSonics 
| Fecha      | Partido                                | Ciudad         |
| ---------- | -------------------------------------- | -------------- |
| 6 de mayo  | Utah Jazz 108, Seattle SuperSonics 100 | Salt Lake City |
| 8 de mayo  | Utah Jazz 103, Seattle SuperSonics 97  | Salt Lake City |
| 10 de mayo | Seattle SuperSonics 104, Utah Jazz 98  | Seattle        |
| 12 de mayo | Seattle SuperSonics 83, Utah Jazz 89   | Seattle        |
| 14 de mayo | Utah Jazz 111, Seattle SuperSonics 100 | Salt Lake City |
|            | Utah Jazz gana las series 4-1          |                |

## Estadísticas

### Temporada regular
| Rk | Jugador         | Edad | P  | PT | MP   | TC  | TCI  | %TC  | T3  | T3I | %T3  | TL  | TLI | %TL  | RO  | RD  | RT   | AS  | RB  | TAP | BP  | FP  | PTS  |
| -- | --------------- | ---- | -- | -- | ---- | --- | ---- | ---- | --- | --- | ---- | --- | --- | ---- | --- | --- | ---- | --- | --- | --- | --- | --- | ---- |
| 1  | Ricky Pierce    | 32   | 78 | 78 | 34.1 | 7.9 | 16.7 | .475 | 0.4 | 1.6 | .268 | 5.3 | 5.8 | .916 | 1.2 | 1.8 | 3.0  | 3.1 | 1.1 | 0.3 | 2.4 | 2.7 | 21.7 |
| 2  | Derrick McKey   | 25   | 52 | 44 | 33.8 | 5.5 | 11.6 | .472 | 0.4 | 1.0 | .380 | 3.6 | 4.3 | .847 | 1.8 | 3.3 | 5.2  | 2.3 | 1.2 | 0.9 | 2.2 | 2.7 | 14.9 |
| 3  | Gary Payton     | 23   | 81 | 79 | 31.5 | 4.1 | 9.1  | .451 | 0.0 | 0.3 | .130 | 1.2 | 1.8 | .669 | 1.5 | 2.1 | 3.6  | 6.2 | 1.8 | 0.3 | 2.1 | 3.1 | 9.4  |
| 4  | Benoit Benjamin | 27   | 63 | 61 | 30.8 | 5.6 | 11.7 | .478 | 0.0 | 0.0 | .000 | 2.7 | 4.0 | .687 | 2.1 | 6.1 | 8.1  | 1.2 | 0.6 | 1.9 | 2.8 | 2.9 | 14.0 |
| 5  | Michael Cage    | 30   | 82 | 69 | 30.0 | 3.7 | 6.6  | .566 | 0.0 | 0.1 | .000 | 1.3 | 2.1 | .620 | 3.2 | 5.6 | 8.9  | 1.1 | 1.2 | 0.7 | 1.0 | 2.9 | 8.8  |
| 6  | Eddie Johnson   | 32   | 81 | 19 | 29.2 | 6.6 | 14.4 | .459 | 0.3 | 1.3 | .252 | 3.6 | 4.2 | .861 | 1.5 | 2.1 | 3.6  | 2.0 | 0.7 | 0.1 | 1.6 | 2.5 | 17.1 |
| 7  | Shawn Kemp      | 22   | 64 | 23 | 28.3 | 5.7 | 11.2 | .504 | 0.0 | 0.0 | .000 | 4.2 | 5.6 | .748 | 4.1 | 6.3 | 10.4 | 1.3 | 1.1 | 1.9 | 2.4 | 4.1 | 15.5 |
| 8  | Nate McMillan   | 27   | 72 | 30 | 22.9 | 2.5 | 5.6  | .437 | 0.4 | 1.4 | .276 | 0.8 | 1.2 | .643 | 1.3 | 2.2 | 3.5  | 5.0 | 1.8 | 0.4 | 1.6 | 3.0 | 6.0  |
| 9  | Dana Barros     | 24   | 75 | 1  | 17.7 | 3.2 | 6.6  | .483 | 1.1 | 2.5 | .446 | 0.8 | 1.1 | .759 | 0.2 | 0.9 | 1.1  | 1.7 | 0.7 | 0.1 | 0.7 | 1.1 | 8.3  |
| 10 | Tony Brown      | 31   | 35 | 2  | 11.5 | 1.8 | 4.6  | .394 | 0.3 | 1.2 | .293 | 0.9 | 1.1 | .811 | 0.7 | 0.9 | 1.6  | 0.9 | 0.5 | 0.1 | 0.6 | 1.5 | 4.8  |
| 11 | Quintin Dailey  | 31   | 11 | 1  | 8.9  | 0.8 | 3.4  | .243 | 0.0 | 0.1 | .000 | 1.2 | 1.5 | .813 | 0.2 | 0.9 | 1.1  | 0.4 | 0.5 | 0.1 | 0.9 | 0.5 | 2.8  |
| 12 | Marty Conlon    | 24   | 45 | 1  | 8.5  | 1.1 | 2.2  | .475 | 0.0 | 0.0 |      | 0.5 | 0.7 | .750 | 0.7 | 0.8 | 1.5  | 0.3 | 0.2 | 0.2 | 0.6 | 0.9 | 2.7  |
| 13 | Bart Kofoed     | 27   | 44 | 0  | 5.4  | 0.6 | 1.2  | .472 | 0.0 | 0.2 | .143 | 0.3 | 0.6 | .577 | 0.1 | 0.5 | 0.6  | 1.2 | 0.0 | 0.0 | 0.5 | 0.6 | 1.5  |
| 14 | Rich King       | 22   | 40 | 2  | 5.3  | 0.7 | 1.8  | .380 | 0.0 | 0.0 | .000 | 0.9 | 1.1 | .756 | 0.5 | 0.7 | 1.2  | 0.3 | 0.1 | 0.1 | 0.5 | 1.1 | 2.2  |

### Playoffs
| Rk | Jugador         | Edad | P | PT | MP   | TC  | TCI  | %TC  | T3  | T3I | %T3  | TL  | TLI | %TL   | RO  | RD  | RT   | AS  | RB  | TAP | BP  | FP  | PTS  |
| -- | --------------- | ---- | - | -- | ---- | --- | ---- | ---- | --- | --- | ---- | --- | --- | ----- | --- | --- | ---- | --- | --- | --- | --- | --- | ---- |
| 1  | Shawn Kemp      | 22   | 9 | 9  | 37.6 | 5.3 | 11.2 | .475 | 0.0 | 0.0 |      | 6.8 | 8.9 | .763  | 5.2 | 7.0 | 12.2 | 0.4 | 0.6 | 1.6 | 3.0 | 4.6 | 17.4 |
| 2  | Ricky Pierce    | 32   | 9 | 9  | 35.1 | 7.0 | 14.6 | .481 | 0.3 | 1.2 | .273 | 5.2 | 6.0 | .870  | 1.0 | 1.4 | 2.4  | 3.1 | 0.6 | 0.1 | 2.7 | 2.7 | 19.6 |
| 3  | Derrick McKey   | 25   | 9 | 9  | 35.0 | 5.8 | 11.0 | .525 | 0.6 | 1.8 | .313 | 4.2 | 5.0 | .844  | 1.9 | 3.0 | 4.9  | 2.7 | 0.8 | 1.3 | 2.4 | 4.1 | 16.3 |
| 4  | Gary Payton     | 23   | 8 | 8  | 27.6 | 3.4 | 7.3  | .466 | 0.0 | 0.3 | .000 | 0.9 | 1.5 | .583  | 0.8 | 1.9 | 2.6  | 4.8 | 1.0 | 0.3 | 1.3 | 3.3 | 7.6  |
| 5  | Eddie Johnson   | 32   | 9 | 0  | 27.4 | 7.2 | 15.2 | .474 | 0.4 | 2.4 | .182 | 3.6 | 3.8 | .941  | 0.9 | 2.1 | 3.0  | 0.9 | 0.3 | 0.3 | 1.7 | 2.1 | 18.4 |
| 6  | Nate McMillan   | 27   | 9 | 2  | 27.3 | 3.9 | 9.2  | .422 | 0.7 | 2.9 | .231 | 1.1 | 1.6 | .714  | 1.6 | 2.1 | 3.7  | 7.0 | 1.8 | 0.3 | 2.4 | 3.9 | 9.6  |
| 7  | Michael Cage    | 30   | 9 | 4  | 21.9 | 2.1 | 3.8  | .559 | 0.0 | 0.0 |      | 0.1 | 0.1 | 1.000 | 2.0 | 3.7 | 5.7  | 0.4 | 0.7 | 0.9 | 0.9 | 2.4 | 4.3  |
| 8  | Benoit Benjamin | 27   | 9 | 4  | 17.9 | 2.6 | 4.6  | .561 | 0.0 | 0.1 | .000 | 1.0 | 2.0 | .500  | 1.1 | 4.0 | 5.1  | 0.6 | 0.6 | 1.4 | 0.9 | 2.2 | 6.1  |
| 9  | Dana Barros     | 24   | 7 | 0  | 13.7 | 3.0 | 5.7  | .525 | 1.4 | 2.4 | .588 | 0.0 | 0.0 |       | 0.1 | 0.9 | 1.0  | 1.1 | 0.6 | 0.0 | 0.9 | 1.6 | 7.4  |
| 10 | Tony Brown      | 31   | 5 | 0  | 4.4  | 0.4 | 1.2  | .333 | 0.2 | 0.8 | .250 | 0.8 | 1.4 | .571  | 0.0 | 0.4 | 0.4  | 0.4 | 0.0 | 0.0 | 0.0 | 0.6 | 1.8  |
| 11 | Marty Conlon    | 24   | 1 | 0  | 1.0  | 0.0 | 1.0  | .000 | 0.0 | 0.0 |      | 2.0 | 2.0 | 1.000 | 0.0 | 1.0 | 1.0  | 0.0 | 0.0 | 0.0 | 0.0 | 0.0 | 2.0  |